# Poliopastea pusilla
Poliopastea pusilla là một loài bướm đêm thuộc phân họ Arctiinae, họ Erebidae.